# Les Anciens Canadiens
Les Anciens Canadiens est un roman de Philippe Aubert de Gaspé publié en 1863. Il est, avec L'Influence d'un livre publié par son fils Philippe-Ignace-François Aubert de Gaspé, l'un des premiers romans québécois (bien que publié quatre ans avant la création cette province). Les Anciens Canadiens ont connu un grand succès et ont fait l'objet d'une trentaine de rééditions depuis sa parution.

## Résumé
Les deux protagonistes du roman sont des jeunes hommes, Jules d'Haberville, fils de seigneur de Port-Joly (aujourd'hui Saint-Jean-Port-Joli), et Archibald Cameron de Locheill (Arché), orphelin écossais adopté par la famille de Jules. Alors qu'ils ont été élevés dans la même famille et qu'ils ont fréquenté le Séminaire de Québec, les frères adoptifs seront contraints de s'affronter au moment de la Guerre de Sept Ans.
Les Anciens Canadiens dressent un portrait de la Nouvelle-France juste avant la Conquête.

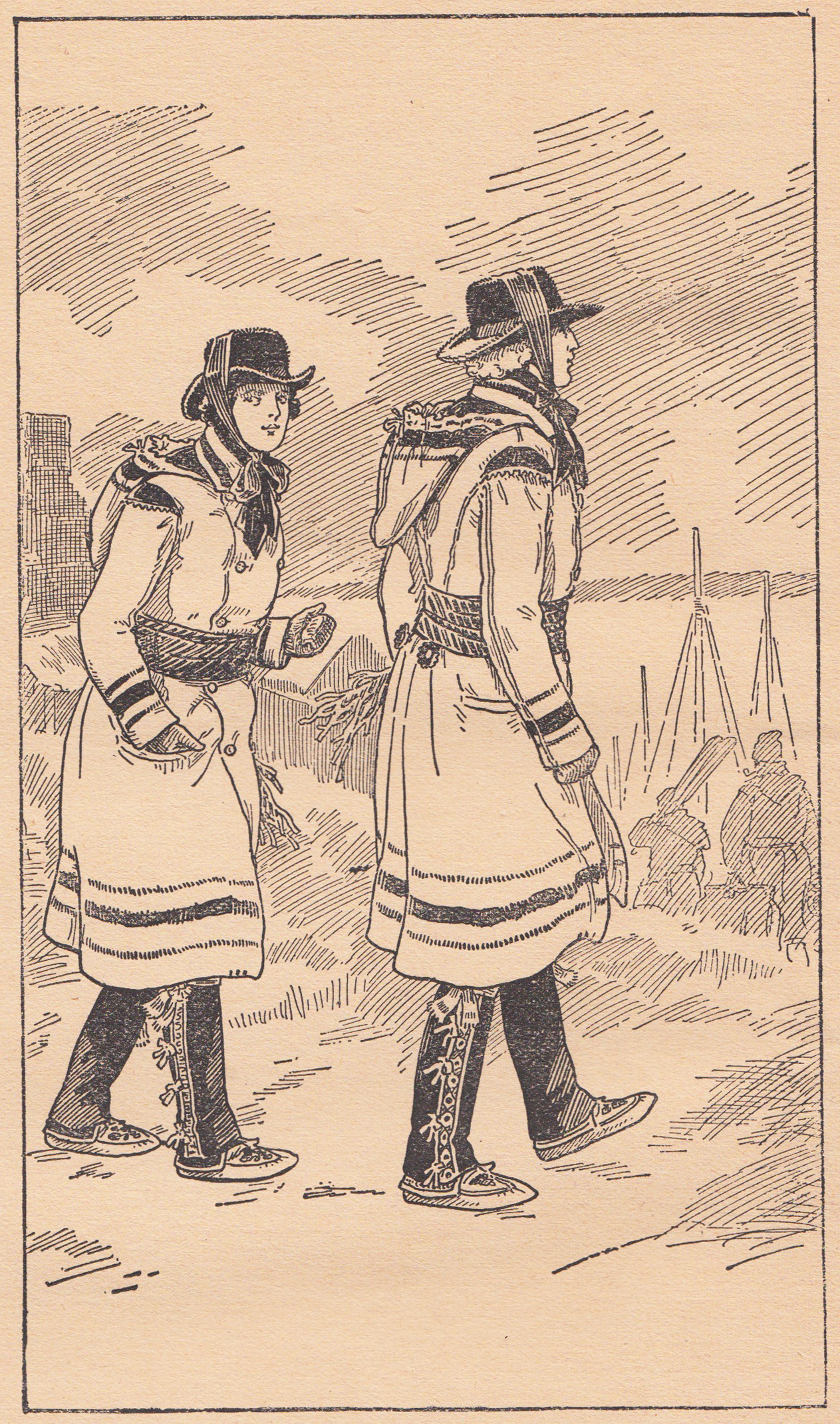
Jules d’Haberville et Archibald Cameron de Locheill, illustration tirée de l’édition de 1913.

## Manuscrits
Deux manuscrits originaux des Anciens Canadiens d'Aubert de Gaspé ont été conservés. Le plus ancien, considéré par Aurélien Boivin comme « le premier jet, le premier brouillon du roman », s'est transmis de génération en génération parmi les descendants du romancier, avant d'être donné en 1987 au Séminaire de Québec par l'arrière-arrière-petite-fille d'Aubert de Gaspé, Blanche Beaubien Perreault, par l'intermédiaire de l'historien Jacques Castonguay. Il est conservé dans le fonds d'archives du Séminaire de Québec, intégrées aux collections du Musée de la Civilisation, sous la cote MS-912.
Le second manuscrit, le plus connu, a longtemps été conservé aux Archives du Collège Bourget de Rigaud avant d’être déposé aux Archives des Clercs de Saint-Viateur à Montréal. Prêté par cette institution à un descendant de la famille de Gaspé-Beaubien, il a disparu après le décès de celui-ci et était en 2011 considéré comme introuvable. Une photocopie, réalisée par Luc Lacourcière, est cependant conservée dans le fonds de cet ethnologue aux Archives de l'Université Laval.

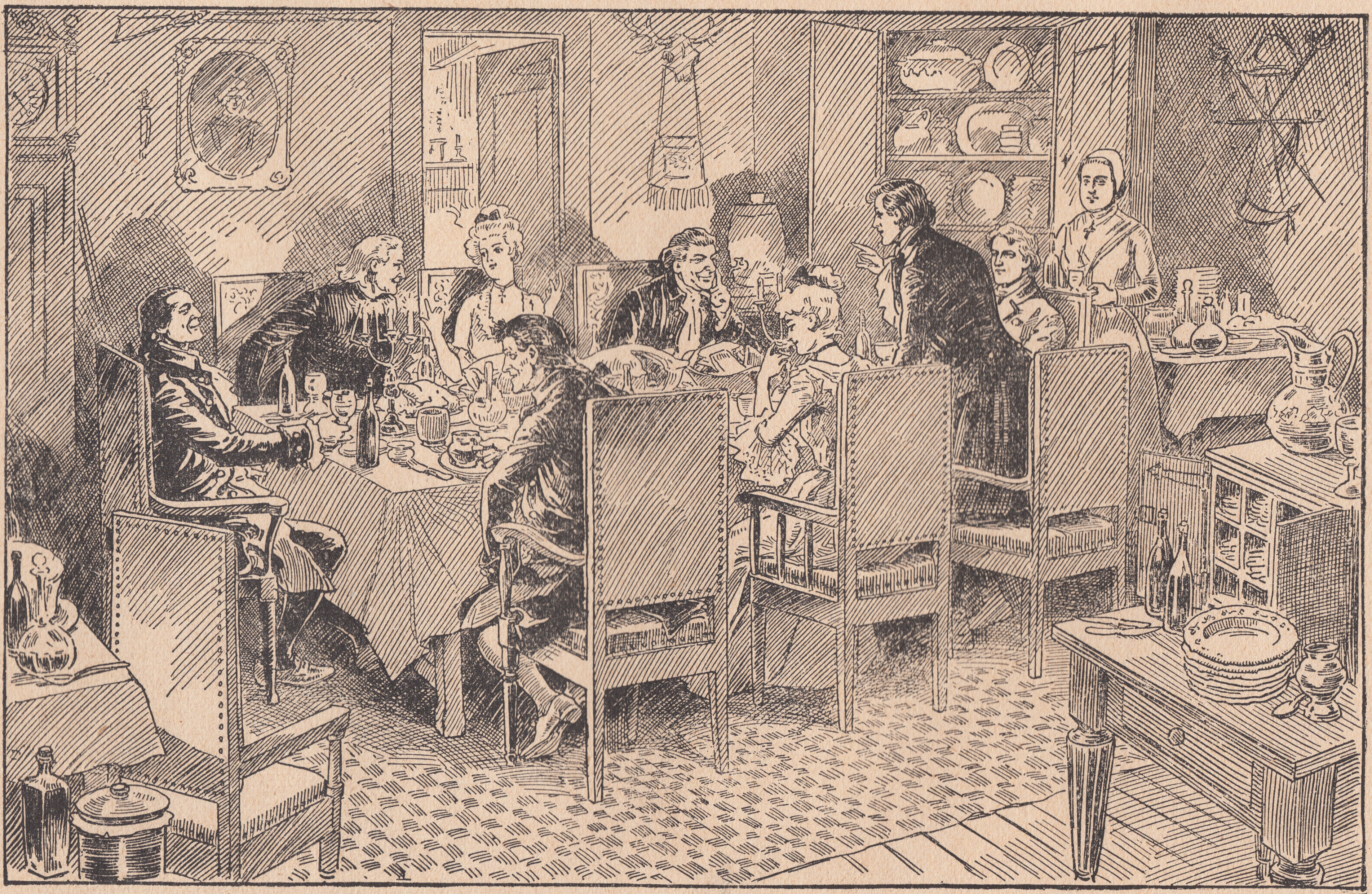
Un souper chez un seigneur canadien, illustration tirée de l’édition de 1913.

## Hommages
- Une rue de Québec, dans l’arrondissement de Charlesbourg, a été nommée en 2006 en mémoire de ce roman[5].
- Une rue de Saint-Jean-Port-Joli porte le nom de « Blanche-d'Haberville », en l'honneur de ce personnage, et une autre a pour nom le titre de l'œuvre.